# أعمر بلقادة
عمار بلقادة شاعر وممثل ومغني جزائري من منطقة القبائل.

## سيرة شخصية
من مواليد عام 1957 بقرية ايعلالن بآيت يحيى موسى بمنطقة ذراع الميزان. بدأ الكتابة الشعرية في ستينيات القرن العشرين، وتتناول أعماله مسائل اجتماعية وسياسية. سجل أغانيه الأولى عام 1979 في فرنسا؛ ثم أصدر ألبومين في الجزائر في العامين 1982 و2006.
كما شارك أعمر بلقادة في العديد من الأعمال المسرحية والسينمائية باللغة القبائلية. حازت المسرحيتان «مأساة ماسينيسا» و «أمجد ذي توبير» بجوائز في عام 2014 خلال المهرجان الوطني للمسرح الأمازيغي في باتنة.
توفي في 27 جانفي 2020 ودفن في قريته ايعلالن.